# Charaxes figinii
Charaxes figinii är en fjärilsart som beskrevs av Storace 1948. Charaxes figinii ingår i släktet Charaxes och familjen praktfjärilar. Inga underarter finns listade i Catalogue of Life.